# دریای مرمره
دریای مَرمَرِه (ترکی استانبولی: Marmara Denizi, یونانی: Θάλασσα του Μαρμαρά or Προποντίς, بلغاری: Мраморно море=مرآمُرنُ مُرِ) دریای اندرونی است که در جنوب خاور اروپا و شمال باختر ترکیه قرار دارد و پیوندگاه دریای سیاه و دریای اژه است؛ و جداکننده بخش اروپایی ترکیه از بخش آسیایی آن است. تنگه بُسفُر آن را به دریای سیاه و تنگه داردانل آن را به دریای اژه پیوند می‌دهد. پهناوری دریای مرمره ۱۱٬۳۵۰ کیلومتر مربع است و ژرفترین نقطه آن ۱۲۶۱ متر است.
دریای مرمره به‌طور کامل در ترکیه واقع شده و بزرگ‌ترین شهر کناره آن استانبول است.
دریای مرمره یک دریای داخلی است که تماماً متعلق به ترکیه است و ارتباط آن با آب‌های جهان توسط استانبول در شمال و داردانل در غرب تأمین می‌شود.

## نام
دریای مرمره را در روزگار باستان پروپونتیس می‌نامیدند. نام کنونی آن برگرفته از نام جزیره مرمره است که در آن سنگ مرمر زیادی یافت می‌شود.
نام پروپونتیس به معنای «پیش‌دریا» است و از آن‌جا که یونانی‌های پیش از رسیدن به دریای سیاه از مرمره می‌گذشتند این نام را به آن داده بودند. در اساطیر یونانی توفانی که از این «پیش‌دریا» آغاز شد، آرگونوت‌ها را به جزیره‌ای بازافکند و این باعث درگرفتن نبردی شد که در آن یاسون یا هرکول، شاه سیزیکوس را کشتند؛ سیزیکوس آن‌ها را اشتباهاً از دشمنان پلاسگی خود پنداشته بود.

## جغرافیا

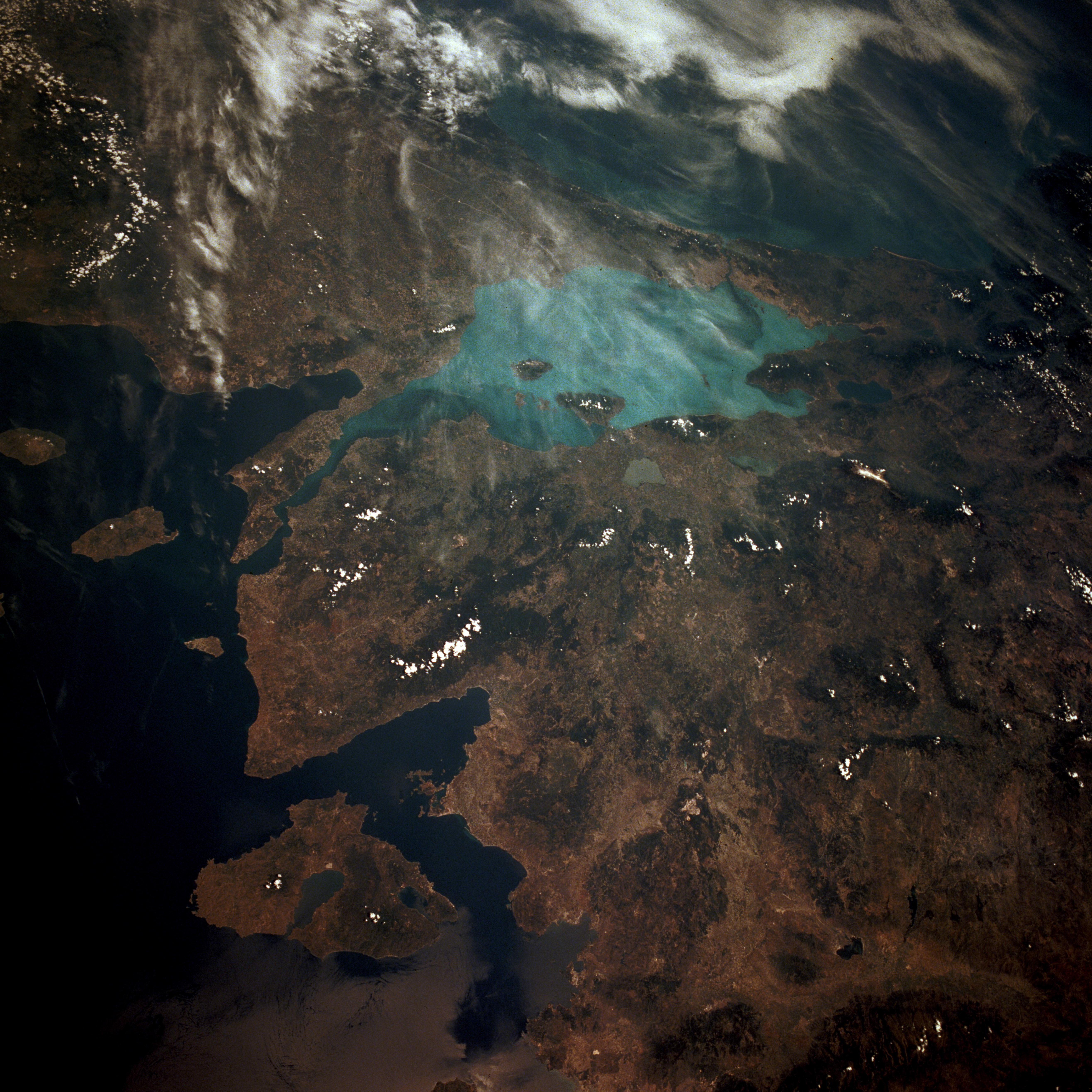
دریای مرمره در این نگاره، بخش کمرنگ‌تر است.

میانگین شوری دریای مرمره حدود ۲۲ بخش در هزار است که کمی بیشتر از دریای سیاه می‌باشد، اما تنها در حدود دو سوم بسیاری از اقیانوس‌ها است. با این حال، آب در نواحی کف این دریا بسیار شورتر است، و میانگین شوی آن حدود ۳۸ بخش در هر هزار است که با شوری دریای مدیترانه همسان می‌باشد.
این آب شور، با چگالی بالا مانند آب شور دریای سیاه، به سطح نمی‌رسد و آب واردشده از رودخانه‌های سوسورلوک، بیگاچای و گونن نیز باعث کاهش شوری این دریا می‌شود. در سمت تراکیه آب کمی به سوی جنوب روان است و تقریباً همه رودخانه‌ها از سوی آناتولی وارد دریای مرمره می‌شوند.
دو گروه جزیره بزرگ در این دریا وجود دارد که یک گروه جزایر شاهزادگان و دیگر جزایر مرمره (شامل اوشه و پاشالیمانی) نامیده می‌شوند.
کرانه‌های جنوبی این دریا تورفتگی‌های زیادی دارد و شامل خلیج ایزمیت، خلیج گملیک، و خلیج اَردَک می‌شود.
در تاریخ ۲۹ دسامبر ۱۹۹۹ یک کشتی نفت‌کش روسی به نام ولگونفت به خاطر وقوع توفان در دریای مرمره غرق شد و بیش از ۱۵۰۰ تن نفت به آب ریخته شد.
گسل آناتولی شمالی، است که بسیاری از زمین‌لرزه‌های بزرگ را در سال‌های اخیر باعث شده است، ازجمله زمین‌لرزه سال ۱۹۹۹ ایزمیت، از زیر دریای مرمره می‌گذرد.

### جزایر
در دریای مرمره دو گروه اصلی از جزایر وجود دارد. در شمال، جزایر پرنس قرار دارند، مجمع‌الجزایری که شامل جزایر مسکونی کینالی‌آدا، بورغازآدا، هیبلی آدا، بویوک آدا و جزیره صدف و همچنین چند جزیرهٔ غیرمسکونی مانند سیوری‌آدا، یاسی آدا، قاشق‌آداسی و تاوشان‌آداسی است. جزایر مسکونی از هر دو ساحل اروپایی و آسیایی استانبول به‌راحتی با کشتی قابل دسترسی هستند و این مجمع‌الجزایر بخشی از منطقهٔ شهری استانبول محسوب می‌شود.
در جنوب، جزایر مرمره قرار دارند که از جزیرهٔ اصلی جزیره مرمره و سه جزیرهٔ مسکونی دیگر شامل آوشا، پاشالیمانی و اکینلیک تشکیل شده‌اند، همچنین ۱۷ جزیرهٔ عمدتاً غیرمسکونی دیگر را شامل می‌شوند که از جملهٔ آن‌ها جزیرهٔ زندان ایمرالی است که از سال ۱۹۹۹ محل نگهداری مشهورترین زندانی آن، رهبر پ‌ک‌ک عبدالله اوجالان بوده است. این جزایر در استان بالیکسیر واقع شده‌اند و دسترسی به آن‌ها عمدتاً از تکیرداغ در تراکیه یا اردک در ساحل جنوبی دریای مرمره صورت می‌گیرد. در اوج تابستان، کشتی‌های اضافی برای تسهیل گردشگری در حال رشد از مرکز استانبول به جزایر آوشا و مرمره حرکت می‌کنند.
همچنین چند جزیرهٔ منفرد دیگر در نقاط مختلف دریای مرمره وجود دارند، از جمله جزیرهٔ «کوچ‌آدا» در نزدیکی توزلا که مالکیت خصوصی دارد و متعلق به خانواده کوچ، خانواده‌ای از صنعت‌گران، است.

## چالش‌های زیست‌محیطی
گسل شمال آناتولی از زیر دریای مرمره عبور می‌کند و تاکنون چند زمین‌لرزهٔ بزرگ از جمله زمین‌لرزه ۱۹۹۹ ازمیت و زمین‌لرزه ۱۹۹۹ دوزجی را به‌ترتیب در ماه‌های اوت و نوامبر ۱۹۹۹ رقم زده است. زمین‌لرزهٔ اوت ۱۹۹۹ معمولاً با عنوان زمین‌لرزه ۱۹۹۹ ازمیت شناخته می‌شود، چرا که کانون آن زیر دریا قرار داشت و بیشتر مناطق به‌شدت آسیب‌دیده از زلزله و سونامی بعدی، در امتداد سواحل دریای مرمره بودند.
در جریان توفانی در ۲۹ دسامبر ۱۹۹۹، نفتکش روسی MV Volgoneft-248 در دریای مرمره به دو نیم شد و بیش از ۱۵۰۰ تن نفت به دریا نشت کرد.
مهم‌ترین شهرهای ترکیه، به‌ویژه استانبول، که بزرگ‌ترین شهر کشور است، در اطراف دریای مرمره قرار دارند. با وجود اندازهٔ نسبتاً کوچک، این حوزه تقریباً یک‌سوم جمعیت کشور را در خود جای داده است. رشد سریع جمعیت و ساخت‌وساز کنترل‌نشده در این منطقه فشار زیادی بر دریا وارد کرده است. سال‌ها زباله‌ها بدون تصفیه یا با تصفیهٔ بسیار اندک به دریای مرمره ریخته می‌شد، امری که فراتر از ظرفیت پذیرش دریا بود. در نتیجه، بسیاری از گونه‌های جانوری از بین رفتند و در «خلیج شرقی» دریای مرمره، به‌دلیل آلودگی شدید، سال‌ها صید ممنوع بود.
یکی از جدی‌ترین مشکلات زیست‌محیطی دریای مرمره در سال‌های اخیر پدیده‌ای به نام «لیزاب» بود؛ ماده‌ای غلیظ و چسبنده که تا شش ماه در دریا باقی می‌ماند. این پدیده از ژانویه ۲۰۲۱ آغاز شد و تا ژوئن همان سال ادامه یافت و باعث از بین رفتن زیستگاه‌ها، مشکلات اقتصادی و اختلال در خدمات حیاتی زیست‌محیطی از جمله صید ماهی شد.

## شهرها و شهرک‌ها
شهرها و شهرک‌های ساحلی دریای مرمره شامل:
| استانبول جزایر پرنس باقرکوی بستانجی قاضی‌کوی کارتال کوم‌کاپی مال‌تپه پندیک اسکدار یشیل‌کوی زیتین‌بورنو بویوک‌چکمجه کُمبورغاز سیلیوری توزلا | استان بالیکسیر باندرمه اردک گونن مرمره استان بورسا گملیک قراجه‌بی مودانیا استان چناق‌قلعه بیگا گلیبولو لاپسکی | استان قوجاایلی درینجه اسکی‌حصار گبزه گولجوک هرکه ازمیت قره‌مرسل کورفز استان تکیرداغ مرمره ارغلیسی شارکوی تکیرداغ | استان یالوا آلتینوا آرموتلو چیفتلیک‌کوی چنارجیک ترمال یالوا |
| | | |                                                            |
| | | |                                                            |
| | | |                                                            |

## نگارخانه

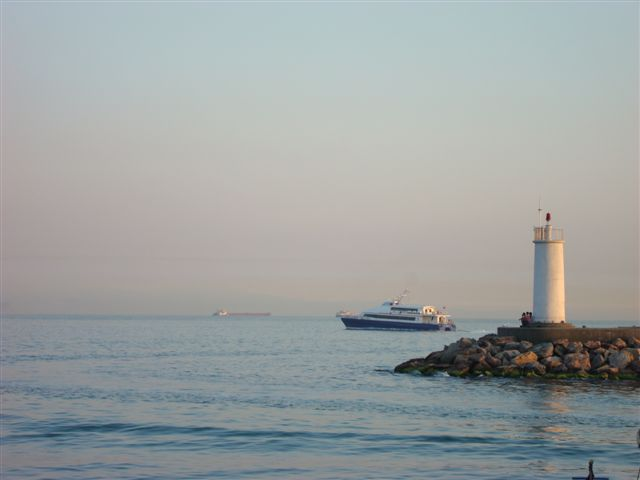
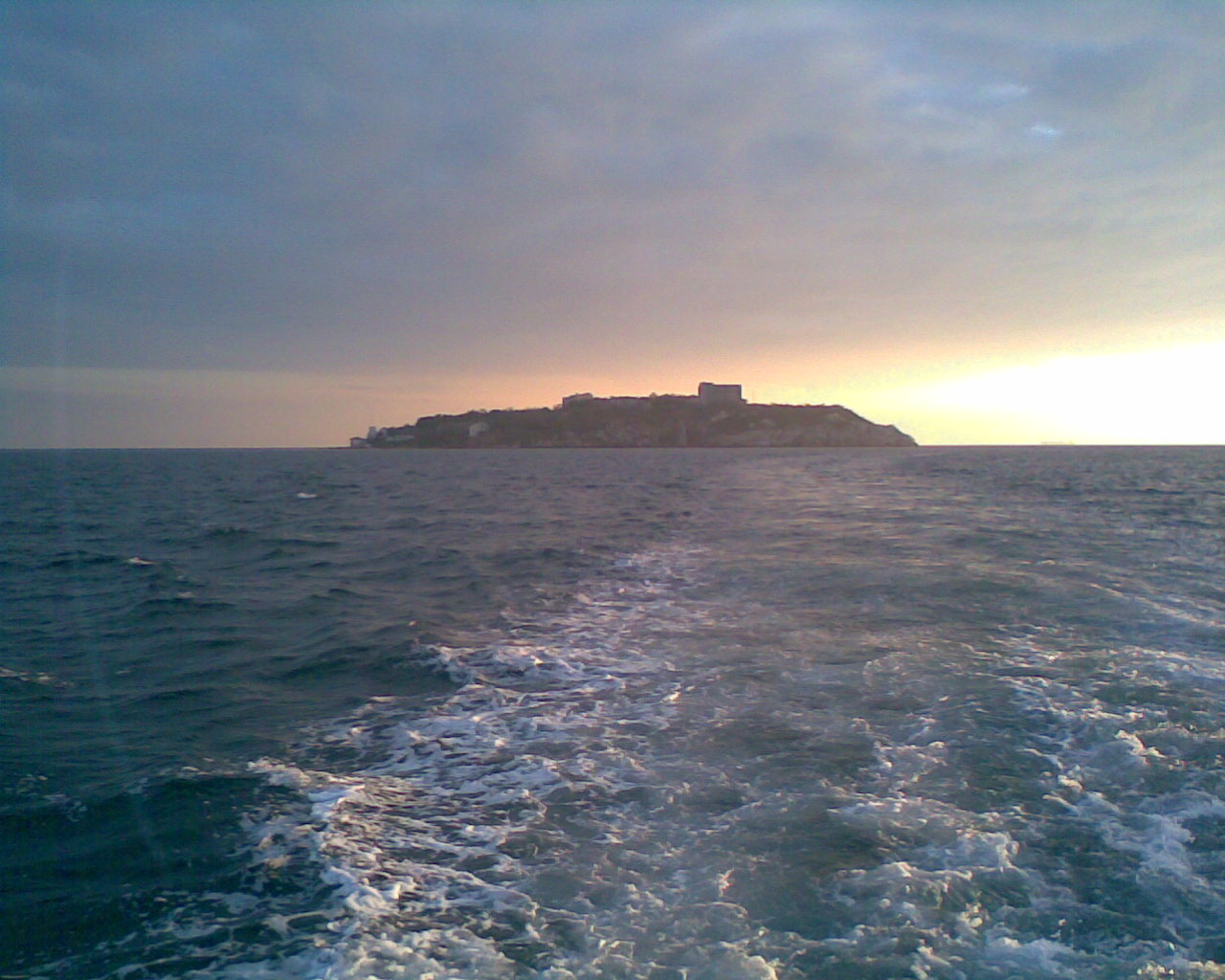
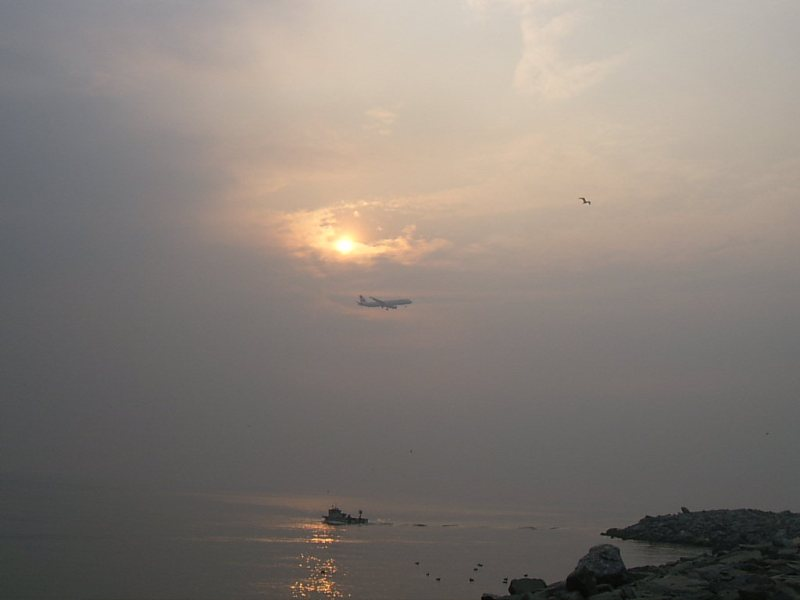